# Paul Dessau
Paul Dessau (1894-1979) là nhà soạn nhạc, nhạc trưởng người Đức.

## Cuộc đời và sự nghiệp
Paul Dessau học âm nhạc tại viện Klindworth-Schawenka ở Berlin. Sau đó, Dessau trở thành nhạc trưởng của các nhà hát Opera Cologne, Berlin State Opera. Ông sống tại Paris trong các năm 1933-1939 rồi đến Mỹ và ở đó từ năm 1939 đến năm 1945, sau đó trở về Đức, cộng tác với Bertolt Brecht để viết nhiều tác phẩm.

## Các tác phẩm
Paul Dessau đã sáng tác:
- Nhạc cho vở kịch:

- Mutter Courage (1946)
- Mann ist Mann (1951)

- Những tác phẩm hợp xướng
- Những vở oprea, tiêu biểu là vở Lucullus (1949)
- Các tác phẩm cho dàn nhạc giao hưởng:

- Tưởng nhớ Bertolt Brecht (1957)
- Requiem cho Lumumba cho giọng nữ cao, xướng ngôn viên và dàn đồng diễn
- hai bản giao hưởng viết vào các năm 1926 và 1934